# Ryan Tveter
Ryan Tveter (New Canaan, Connecticut, 20 mei 1994) is een Amerikaans autocoureur.

## Carrière
In tegenstelling tot de meeste andere coureurs begon Tveter zijn autosportcarrière niet in het karting. Hij reed zijn eerste race in het voorprogramma van de Grand Prix van Canada 2011 in een Formule Ford-race, waarin hij als tiende eindigde in een veld met 44 deelnemers. In 2012 maakte hij zijn fulltime debuut in een kampioenschap in het Star Mazda Championship, uitkomend voor het Team GDT. Met een vijfde plaats op het Edmonton City Centre Airport als beste resultaat eindigde hij als achttiende in het kampioenschap met 91 punten, nadat hij drie raceweekenden miste.
In 2013 maakte Tveter de overstap naar Europa, waarbij hij uitkwam in de Formule Renault 2.0 NEC voor het team Fortec Competition. Met een vijfde en een vierde plaats op Spa-Francorchamps als beste resultaten eindigde hij als zestiende in het kampioenschap met 87 punten. Ook reed hij voor Fortec in twee raceweekenden van de Eurocup Formule Renault 2.0 op de Hungaroring en het Circuit Paul Ricard. Als gastrijder was een 24e plaats in de eerste race op de Hungaroring zijn beste resultaat.
In de winter van 2014 reed Tveter in de Toyota Racing Series, waarin hij voor het team Giles Motorsport reed. Hij behaalde twee podiumplaatsen op het Highlands Motorsport Park en de Manfeild Autocourse. Mede hierdoor werd hij zeventiende in het kampioenschap met 347 punten. Bij aanvang van het reguliere seizoen nam hij deel aan zowel de NEC als de Eurocup voor Josef Kaufmann Racing. In de NEC behaalde hij op het TT Circuit Assen met een tweede plaats achter Seb Morris zijn eerste podiumplaats in het kampioenschap, waardoor hij als negende finishte met 150 punten. In de Eurocup behaalde hij één punt op de Moscow Raceway, waardoor hij 23e werd in het kampioenschap nadat hij het laatste raceweekend op het Circuito Permanente de Jerez moest missen door een blessure aan zijn rug.
In 2015 maakte Tveter zijn Formule 3-debuut in het Europees Formule 3-kampioenschap, waarbij hij uitkwam voor het team Carlin. Hij scoorde zijn enige twee punten van het seizoen met een negende plaats op het Circuit Park Zandvoort en werd hiermee 23e in het kampioenschap. Hiernaast nam hij dat jaar deel aan de Masters of Formula 3 voor Carlin waarin hij zevende werd, en de Grand Prix van Macau voor het Team West-Tec F3, waarin hij de finish niet wist te halen.
In 2016 bleef Tveter in het Europees Formule 3-kampioenschap rijden voor Carlin. Drie raceweekenden voor het eind van het seizoen maakte hij echter bekend dat hij het team en de klasse zou verlaten. Met drie zevende plaatsen als beste klasseringen eindigde hij op de zeventiende plaats in het klassement met 25 punten.
In 2017 maakte Tveter de overstap naar de GP3 Series, waarin hij debuteerde voor het team Trident. Hij kende een langzame start van het seizoen, maar behaalde later twee podiumplaatsen op de Hungaroring en op Spa-Francorchamps, waardoor hij met 78 punten achtste werd in de eindstand.
In 2018 bleef Tveter actief in de GP3 voor Trident. Hij behaalde twee podiumplaatsen op Silverstone en Spa-Francorchamps, maar behaalde verder minder constante resultaten. Met 69 punten werd hij negende in het klassement.
In 2019 begon Tveter het jaar zonder racezitje, maar vanaf het raceweekend op de Red Bull Ring stapte hij in de Formule 2 in bij Trident als vervanger van Ralph Boschung.